# Milocera umbrosa
Milocera umbrosa là một loài bướm đêm trong họ Geometridae.